# Irmãs Podgórski
As irmãs Podgórski, Stefania Podgórska (2 de junho de 1925 - 29 de setembro de 2018) e Helena Podgórska (1935 - 5 de dezembro de 2022), vieram de uma família rural católica vivendo perto de Przemyśl, no sudeste da Polônia. Durante o Holocausto, Stefania com 16 anos junto com sua irmã de 6, abrigaram treze pessoas de origem judaicas no sótão da sua casa por dois anos e meio. Ambas foram mais tarde honradas como justos entre as nações por Yad Vashem e também por organizações judaicas e polonesas na América do Norte, pelo seu heroísmo durante a guerra.

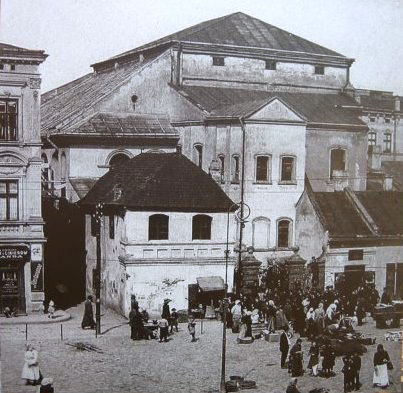
Foto no pré-guerra mostrando fiéis em frente a Velha Sinagoga de Przemyśl

Antes da invasão da Polônia, em 1939 pela Alemanha Nazista e a União Soviética, Stefania Podgórska (nascida em 1925, em Lipa) trabalhou em um supermercado pertencente aos Diamants, uma família Judia. Seu pai tinha morrido em 1938, doente. Logo após a chegada dos nazistas, sua mãe e seu irmão foram levados para a Alemanha para o trabalho forçado, enquanto os Diamants foram forçados a viver em um gueto. As duas irmãs Podgórski irmãs moravam em Przemyśl sozinhas em um apartamento alugado por Stefania, que tinha 16 anos na época. Ela conseguiu um emprego na cidade como operadora de maquinas-operatriz.
A fronteira entre os dois invasores dividiu Przemyśl ao meio até o ataque alemão à União Soviética em junho de 1941. Em 1942, se espalhou a notícia de que o gueto judeu em Przemysl ia ser exterminado pelos Nazistas. O filho do empregador de Stefania no pré-guerra, Max Diamant, apareceu em sua porta. Ele fugiu com seu irmão e primo do trem que ia para o campo de extermínio Belzec. As meninas estavam aterrorizados, mas deram Max permissão para se esconder no sótão. Ele entrou em contato com sua família no gueto, e perguntou a Stefania se poderiam aceitá-los também, incluindo o seu irmão mais novo Henek e sua esposa, Danuta, o Dr. William Shylenger e sua filha Judy, e um amigo dele, um dentista com seu filho. A fim de acomodar os fugitivos Stefania logo alugou uma moradia geminada com dois quartos, uma cozinha e um sótão, na rua Tatarska.

## A vida na Rua Tatarska
Helena, com sua irmã Stefania se mudaram primeiro, seguidas por Max Diamant. Depois veio o Dr. Shylenger com sua filha, e o dentista com o seu filho. Uma amiga do dentista, uma viúva do gueto veio também com o seu filho e filha. Ela escreveu uma nota ameaçando denunciar as moças caso ela não fosse aceita. O dentista implorou a Stefania para aceitar o seu sobrinho com sua esposa. O irmão mais novo de Joseph, Henek, com sua esposa, chegaram mais tarde; finalmente, veio um carteiro judeu: treze Judeus no total. Max fez uma parede no sótão de placas compradas por Stefania, garantindo um canto para dormir para todos.
Depois de algumas semanas, elas estavam completamente sem dinheiro. Stefania começou a tricotar camisolas e tomar ordens para eles, de seus amigos e conhecidos. Ela trocava roupas por comida, e comprava, se necessário, no mercado negro. Um homem da SS se mudou para a casa ao lado. Max fez vigília com os outros para elminar quaisquer ruídos. No início de 1944, um oficial alemão entrou no apartamento e anunciou que Stefania e Helena deviam desocupar o lugar em duas horas. Os Judeus fugitivos imploraram que elas fugissem, pois tinham certeza que estavam todos condenados. Mas Stefania, depois de rezar para a virgem negra de Czestochowa, não achava isso. "Eu não estou deixando você", ela disse. O oficial reapareceu dizendo que às meninas que, afinal, ele decidiu ficar em um quarto em frente a casa, para as suas duas enfermeiras do hospital militar.
Em 27 de julho de 1944, o Exército Soviético entrou em Przemyśl. O treze Judeus, apesar de magros e fracos, estavam livres. Max, que tomou o nome de Josef Burzminski, pediu em casamento Stefania (Fusia), que aceitou. Em 1961, o casal emigrou para os Estados Unidos, onde Burzminski tornou-se um dentista. Eles têm um filho e uma filha. Helena Podgórska permaneceu na Polónia, se casou e se tornou uma médica em Wrocław. Em 1979, as irmãs foram homenageadas pelo Yad Vashem, em Jerusalém, como Justas entre as Nações.
Um filme para a televisão chamado ''Hidden in Silence'' que conta a sua história, foi feito em 1996 por Richard A. Colla com roteiro de Stephanie Liss, estrelando Kellie Martin como Fusia (Stefania), Gemma Coughlan como Helena, e Tom Radcliffe como Max.

## Ler mais
- Thomas Fleming, "Did the children Cry" Reader's Digest, fevereiro de 1996.
- Adler, Morris, Jewish Heritage Reader, Taplinger Publishing Co., Inc., 1965.
- Lerski, George, e Halina Lerski, Jewish-Polish Coexistence, 1772-1939, Greenwood Press, 1986.
- Vishniac, Romano, e Elie Wiesel, A Vanished World, Noonday Press, 1986.